# Parlement van Åland

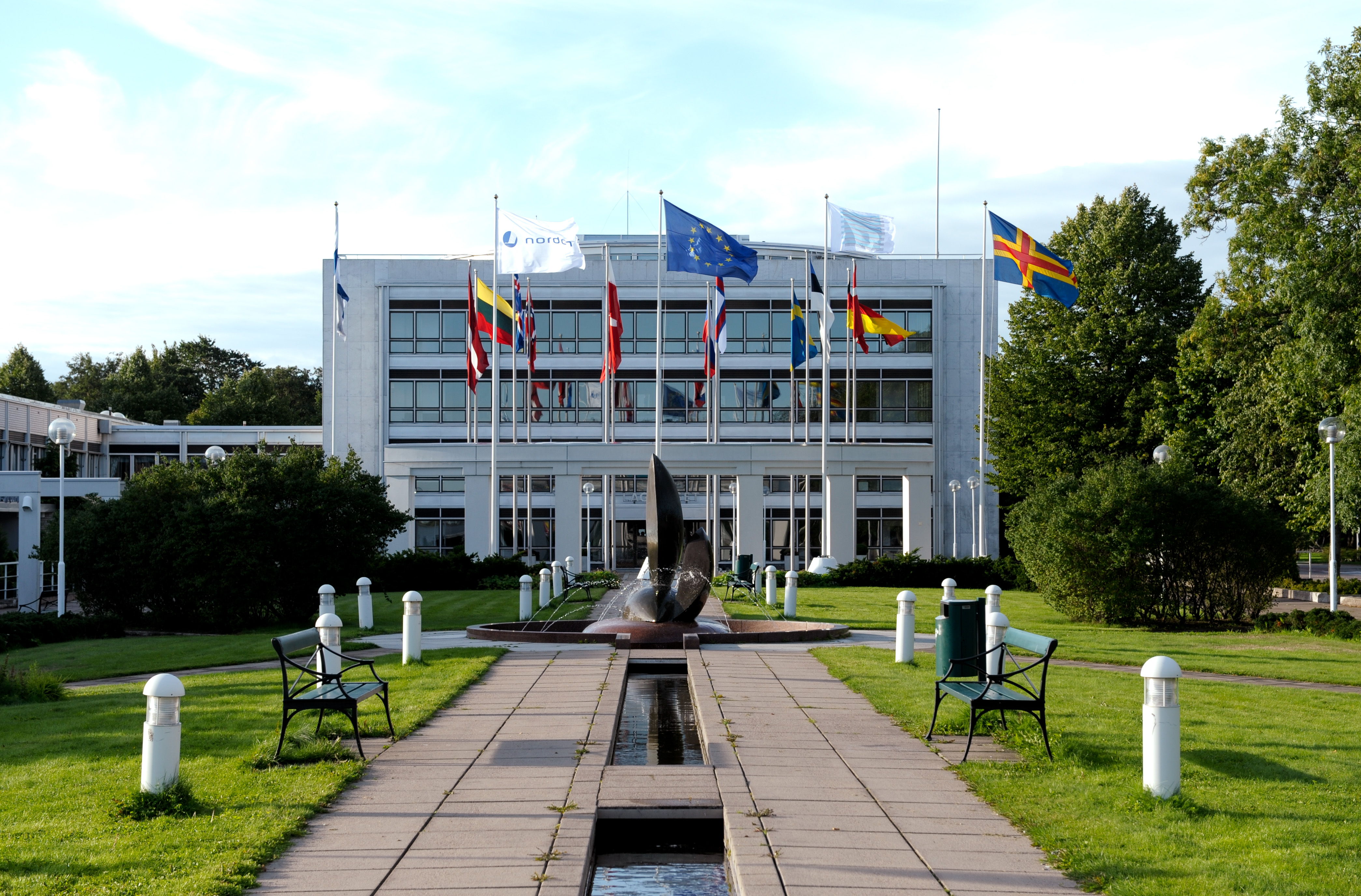
Het Ålandse parlementsgebouw

Het Lagting (Zweeds: Ålands lagting of kortweg Lagtinget) is het parlement van de autonome Finse provincie Åland.

## Historische achtergrond
Vanaf ongeveer 1249 (Tweede Zweedse Kruistocht) tot aan het jaar 1809 behoorde Åland samen met Finland, met enkele onderbrekingen door Deense en Russische overheersing, toe aan het Zweedse koninkrijk. Bij de Vrede van Fredrikshamn, aan het eind van de Finse oorlog die eindigde met een Russische overwinning, werden deze regio's in de vorm van een personele unie ingelijfd in het Russische keizerrijk.
Nadat Finland zich op 6 december 1917, tegen het eind van de Eerste Wereldoorlog, onafhankelijk had verklaard van Rusland, brak een discussie los over de toekomst van Åland. Åland was altijd Zweedstalig geweest, en de bewoners voelden zich ook meer verbonden met Zweden dan met Finland. De krantenuitgever en politicus Julius Sundblom zei op een bijeenkomst van Ålanders op 10 december in Mariehamn: "Onze grootste wens is een onafhankelijk Finland en een Zweeds Åland."
Met kerstmis in datzelfde jaar werd aan de Zweedse koning Gustav V een petitie overhandigd die pleitte voor hereniging van Åland met Zweden, die door de overgrote meerderheid van de Ålandse bevolking was ondertekend. Zweden stuurde, aangemoedigd door deze pro-Zweedse sentimenten, in februari 1918 zelfs een legereenheid naar Åland (de 'Åland-expeditie') om de bevolking te ondersteunen en de Zweedse belangen te verdedigen. De kersverse Finse regering was hier echter absoluut niet van gediend. Een groep Ålanders die in de omgeving van Helsinki woonden, richtte een beweging op die een semiautonoom bestuur onder Finse vlag voorstond: het 'Ålandcomité'.
In juni 1919 werd andermaal een referendum gehouden, en opnieuw stemde een overgrote meerderheid van de Ålandse bevolking voor aansluiting bij Zweden. Dit zette de verhoudingen tussen Zweden en Finland op scherp, en dat verergerde toen Finland in juni 1920 de twee voorvechters van aansluiting bij Zweden, Julius Sundblom en Carl Björkman, gevangen zette wegens hoogverraad.
Uiteindelijk werd de kwestie in december 1920 voorgelegd aan de pas opgerichte Volkenbond, die in juni 1921 tijdens een conferentie in Genève besliste dat de eilanden bij Finland zouden blijven, mits autonomie en behoud van de Zweedse cultuur gegarandeerd bleven. Bovendien zouden ze gedemilitariseerd worden. Dit besluit kwam in grote lijnen overeen met de voorstellen van het voornoemde Ålandcomité.
Op 9 juni 1922 kwam het Ålandse parlement, het Lagting, voor het eerst bijeen. Daarom wordt de datum 9 juni sindsdien gevierd als 'zelfbestuursdag'; de 'nationale feestdag' van Åland.

## Bevoegdheden
Åland kent, net als de rest van Scandinavië, een eenkamerstelsel. Dankzij de autonome status van Åland, is het parlement, het Lagting, bevoegd om lokale wetten vast te stellen en een begroting op te stellen. Deze wetgeving en begroting hebben alleen betrekking op de gebieden die vallen onder het Ålandse zelfbestuur. De verdeling van de bevoegdheden tussen de Finse en de Ålandse overheid wordt bepaald door de zelfbestuurswet, die vastgelegd is in de Finse Grondwet, en die alleen kan worden aangepast met instemming van het Lagting.
De autonomiewet geeft de Ålandse regering zelfbestuur op het gebied van onder andere gemeentelijk bestuur, onderwijs, cultuur, media, oudheidkundige schatten, gezondheidszorg en maatschappelijk werk, milieu, politie, post en transport. Op deze terreinen functioneert Åland als een onafhankelijke staat met een eigen overheidsorgaan en een eigen administratieve en uitvoerende macht.
Er zijn echter ook gebieden waarover het Lagting geen zeggenschap heeft, waaronder buitenlandse betrekkingen, een groot deel van het burgerlijk recht en van het strafrecht, rechtbanken, douane, het muntwezen en belastingen.
Alle wetten die door het Lagting worden aangenomen, moeten goedgekeurd worden door de president van Finland. Deze kan wetten tegenhouden als ze strijdig zijn met het mandaat van de Ålandse regering, of als door de wet de binnen- of buitenlandse veiligheid in het geding is.
Om de belangen van Åland te kunnen behartigen, neemt één afgevaardigde van Åland plaats in het Finse parlement (Eduskunta). Het Ålandse parlement is ook vertegenwoordigd in de Noordse Raad.
De autonomiewet van Åland kan alleen gewijzigd worden als er zowel in de Eduskunta als het Lagting een twee derde meerderheid wordt gehaald. Dit biedt een grote waarborg voor de autonome status van Åland.

## Samenstelling
Het Lagting heeft 30 zetels, en is gevestigd in de hoofdstad Mariehamn. Afgevaardigden worden om de vier jaar gekozen door de Ålandse bevolking. Om te mogen stemmen of om verkozen te kunnen worden moet men ten minste 18 jaar oud zijn en het Ålandse recht van domicilie ('hembygdsrätt') hebben: iedereen die een of beide ouders heeft die Ålander zijn, verkrijgt automatisch dat recht; iedereen die de Finse nationaliteit heeft, ten minste 5 jaar in Åland heeft gewoond en aantoont de Zweedse taal voldoende machtig te zijn, kan dit recht aanvragen. Iedereen die langer dan 5 jaar buiten Åland woont, of iemand die het Finse staatsburgerschap verliest, verliest dat recht.
Het Lagting verkiest, op voordracht van de voorzitter, de minister-president (lantråd).
Bij de Ålandse parlementsverkiezingen op 15 oktober 2023 werden er 6 partijen in de regering gekozen:
|  |  |  |  |  |  |  |  |  |  |  |  |  |  |  | Liberalerna på Åland Åländsk Center Moderat Samling för Åland Ålands Socialdemokrater Hållbart initiativ Obunden Samling |

- Liberalerna på Åland: 9 (+3 ten opzichte van 2019)
- Åländsk Center: 7 zetels (-2)
- Moderat Samling för Åland: 4 (=)
- Ålands socialdemokrater: 4 (+1)
- Hållbart initiativ: 1 (-1)
- Obunden samling (niet-partijgebondenen): 5 (+1)

Twee partijen verloren bij die verkiezingen hun zetel:
- Ålands Framtid: (-1)
- Åländsk Demokrati: (-1)

## Het parlementsgebouw
Het Ålandse parlementsgebouw staat aan de Strandgatan in Mariehamn. Het gebouw is ontworpen door de Ålandse architect Helmer Stenros en is geopend in 1978. Het interieur werd voornamelijk ontworpen door de interieurontwerper Pirkko Stenros (de echtgenote van Helmer), en is ingericht met meubelen die ontworpen werden door de architecten Yrjö Kukkapuro en Alvar Aalto. Het oorspronkelijke interieur is nog grotendeels onveranderd aanwezig.

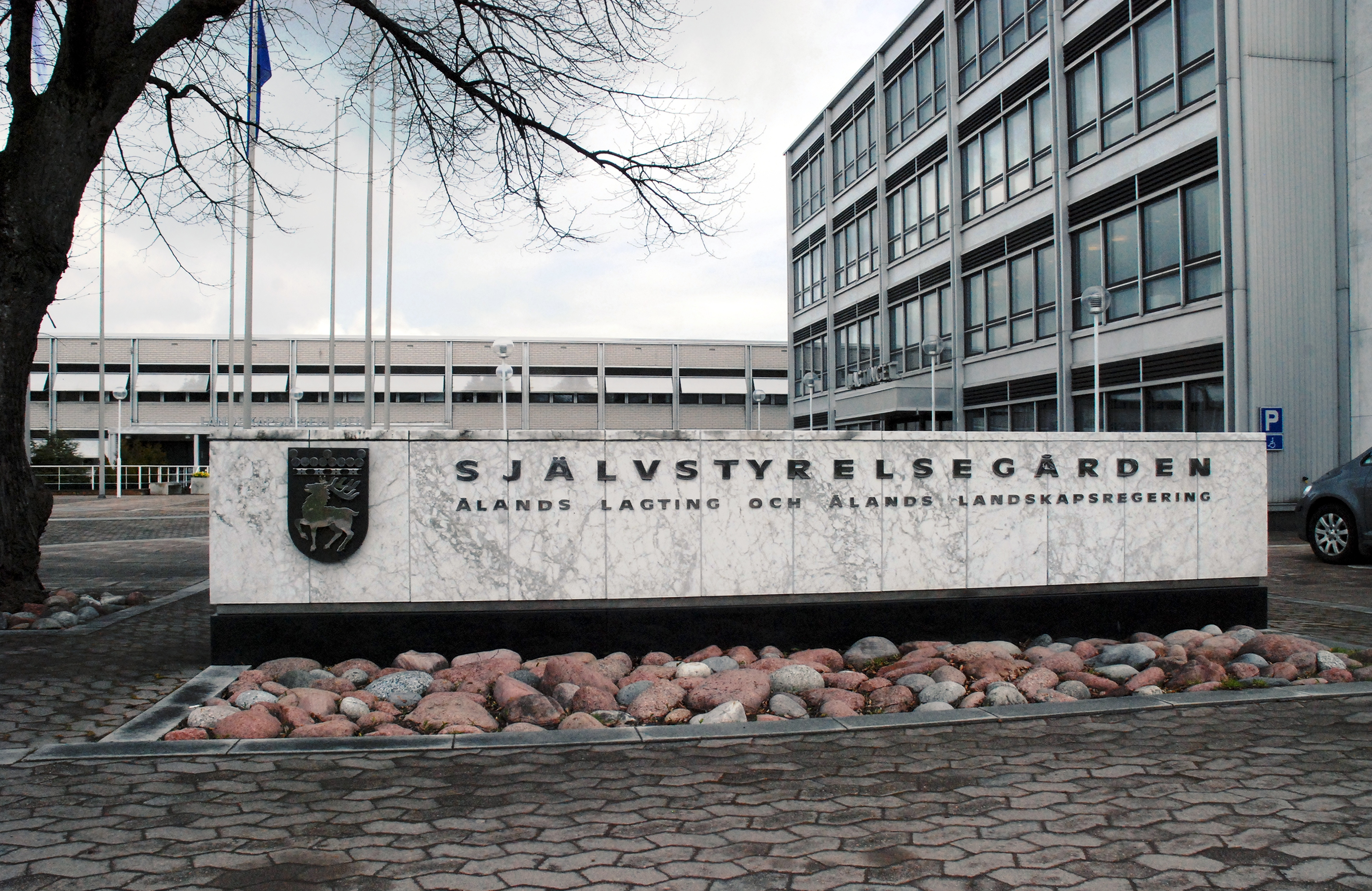
Het parlementsgebouw.
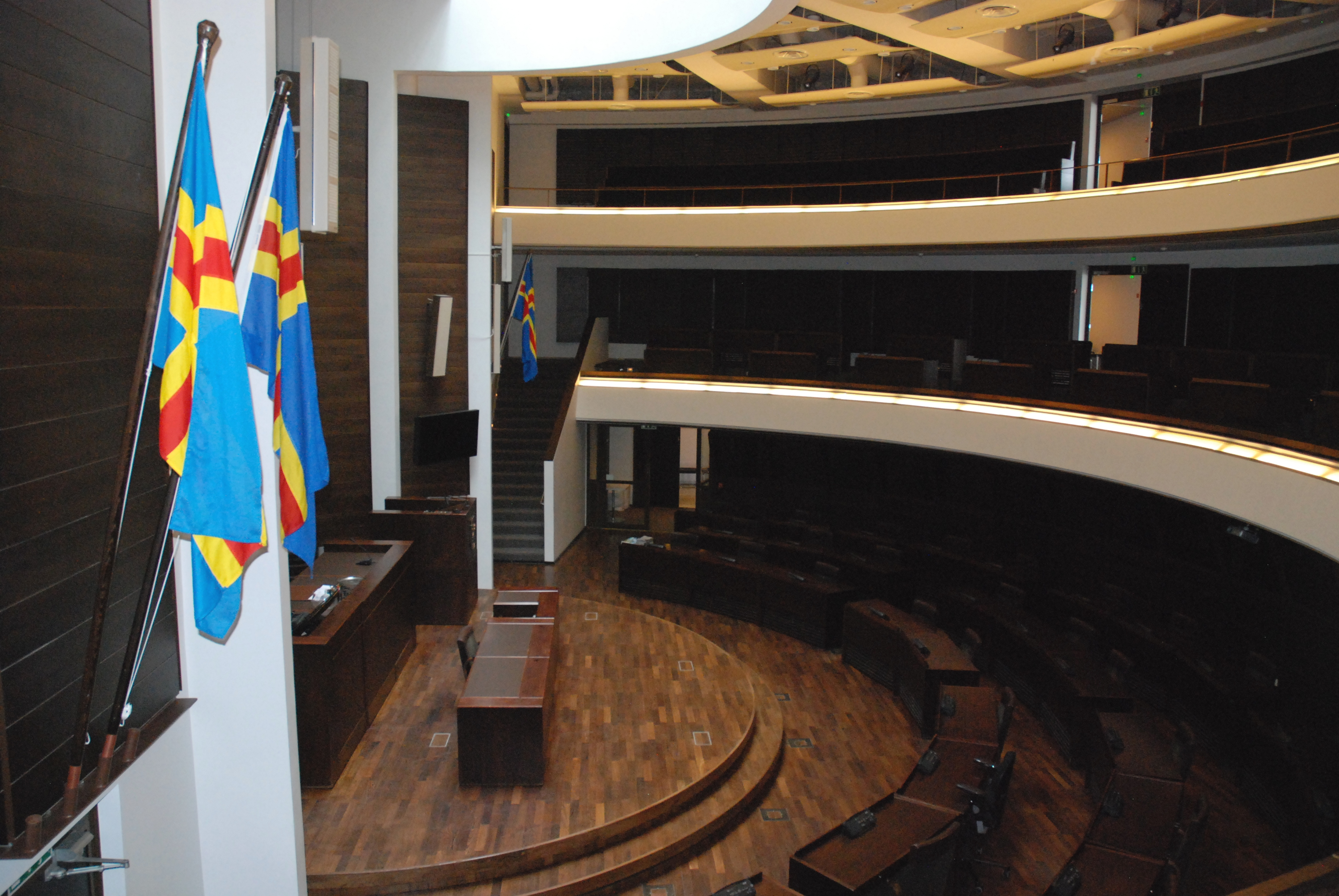
De plenaire parlementszaal.
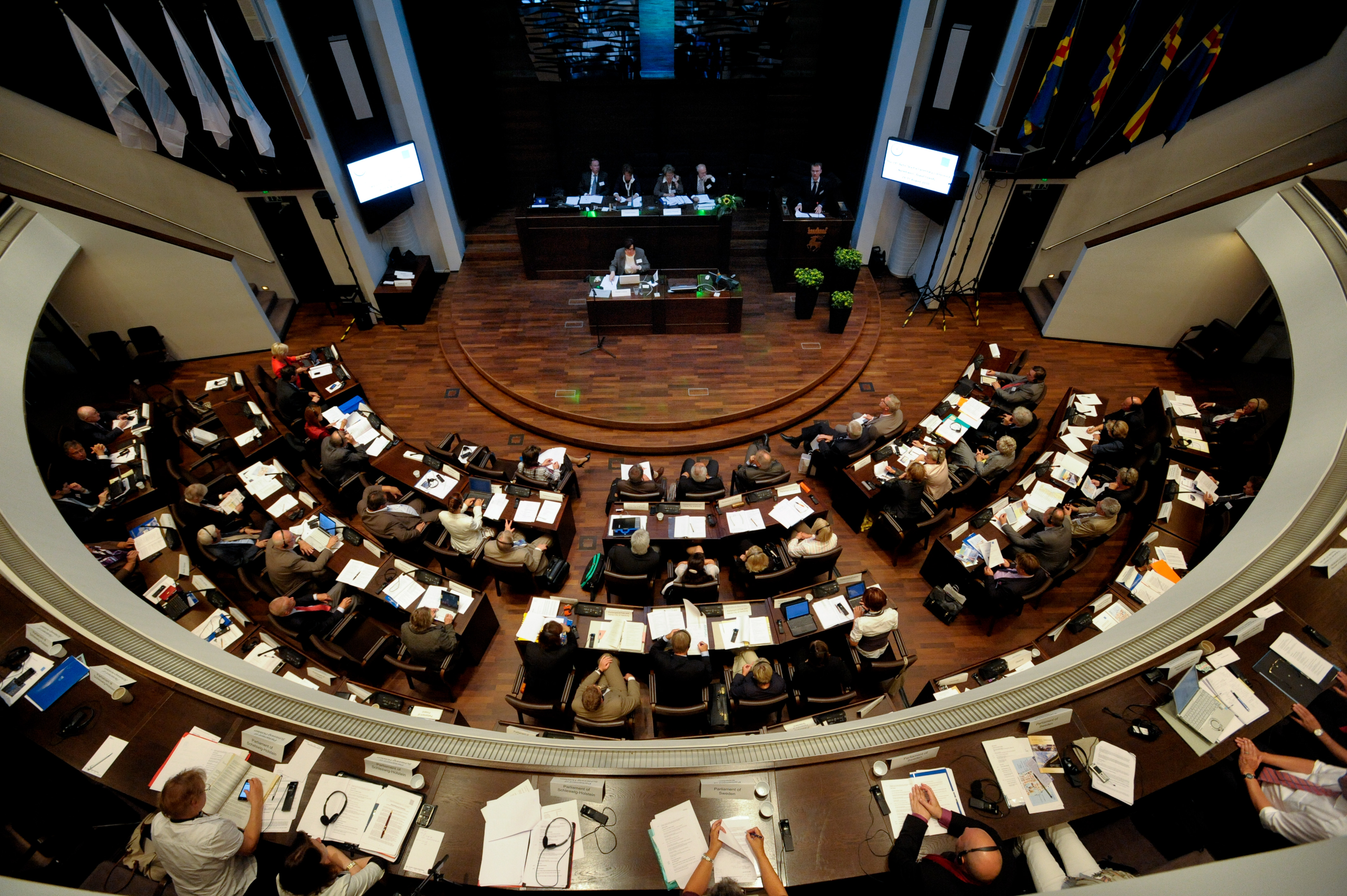
parlementszitting (2010)